# 重井村
重井村（しげいむら）は、広島県御調郡にあった村。現在の尾道市因島重井町にあたる。

## 歴史
- 1889年（明治22年）4月1日 - 町村制の施行により、御調郡重井村が単独で村制を施行。
- 1953年（昭和28年）5月1日 - 大浜村・中庄村・三庄町・土生町・田熊町・豊田郡東生口村と合併して因島市が発足。同日重井村廃止。